# Guigues V. (Albon)
Guigues V. d’Albon (* um 1125; † 29. Juli 1162 in Vizille) war Graf von Albon seit 1142. Während seiner Regierungszeit nahm er den Titel Dauphin von Viennois an. Er war der Sohn von Guigues IV. von Albon und Marguerite von Mâcon.
Beim Tod seines Vaters 1142 war er noch zu jung, um selbst zu regieren, somit stand er bis 1153 unter der Regentschaft seiner Mutter. Vom Alter her kaum fähig, Waffen zu tragen, zog Guigues los, um den Tod seines Vaters zu rächen. Er fiel in das Gebiet des Grafen von Savoyen ein, belagerte – wie elf Jahre zuvor – Montmélian, musste aber vor der Armee des Grafen Humbert III. weichen. Der Bischof von Grenoble, Hugo II. (1132–1148) griff ein und schloss einen für beide Seiten ehrenvollen Frieden. Am 13. Januar 1155 erkannte Guigues V. in Rivoli bei Turin die Oberhoheit des Kaisers Friedrich Barbarossa an, der ihm im Gegenzug den Besitz seiner Ländereien zusicherte. Darüber hinaus erhielt er eine Silbermine bei Râme im Embrunais und das Münzrecht in Cézanne.
Guigues V. starb ohne männlichen Erben. Er hatte 1155 Beatrice von Montferrat (* 1142, † 1228), geheiratet, Tochter des Markgrafen Rainer (Montferrat) und der Gisela von Burgund. Ihre einzige Tochter war die beim Erbfall einjährige Beatrix (* 1161 † 1228).